# Gusztáv, a pesszimista
A Gusztáv, a pesszimista a Gusztáv című rajzfilmsorozat második évadának tizennyolcadik epizódja.

## Rövid tartalom
A pesszimista Gusztávot kigyógyítják bajából: dolgozni küldik.

## Alkotók
- Írta és rendezte: Nepp József
- Zenéjét szerezte: Deák Tamás
- Operatőr: Neményi Mária
- Hangmérnök: Horváth Domonkos
- Vágó: Czipauer János
- Tervezte: Vásárhelyi Magda
- Háttér: Szoboszlay Péter
- Rajzolták: Csiszér Ágnes, Révész Gabriella
- Színes technika: Dobrányi Géza, Kun Irén
- Gyártásvezető: Kunz Román

Készítette a Pannónia Filmstúdió.